# 제프리 크레이머

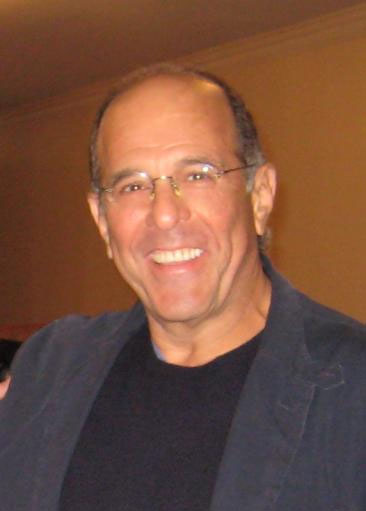

제프리 크레이머(Jeffrey Kramer, 1945년 7월 15일 ~ )는 미국의 배우, 영화 프로듀서, 텔레비전 배우, 영화배우이다.
뉴욕에서 태어났다.

## 영화
- 스마일 (2005년)
- 빅 엠프티 (2003년)
- 어 타임 포 댄싱 (2002년)
- 더 프랙티스 시즌1 (1997년)
- 시카고 메디컬 (1994년)
- 강력계의 영웅 (1988년)
- 살인 무도회 (1985년)
- 산타클로스(영어판) (1985년)
- 하트비프 (1981년)
- 할로윈 2 - 저주받은 병실 (1981년) - 그레이엄 역
- 죠스 2 (1978년)
- 그대는 내 인생의 빛 (1977년)
- 헐리웃 대로 (1976년)
- 죠스 (1975년) - 레나드 레니 헨드릭스 역
- 매쉬 - 시리즈 (1972년)